# دريكور
دريكور هي بلدية فرنسية تقع في إقليم الأردين في منطقة غراند إيست. 